# Ride the Lightning (skladba)
Ride the Lightning je druhá skladba ze stejnojmenného alba Ride the Lightning skupiny Metallica.
Tato píseň je jedna ze dvou na albu Ride the Lightning na které se podílel bývalý kytarista Dave Mustaine. Skladba je o něco klidnější než úvodní Fight Fire with Fire, ale přesto je to velice nabitá píseň. Text je napsaný z pohledu člověka, který je před popravou, ale nespáchal žádný zločin.